# Cal Moncarre
Cal Moncarre és una obra de Vinaixa (Garrigues) inclosa a l'Inventari del Patrimoni Arquitectònic de Catalunya.

## Descripció
Habitatge que fa cantonada amb el carrer Major estructurat en planta baixa i dos pisos superiors. Està fet de carreus de pedra de mides irregulars disposats en filades. Les obertures són totes allindades, de formes rectangulars disposades de forma ordenada. A l'últim pis, just abans de la coberta hi ha un petit terrat disposat en certa reculada. La coberta és inclinada de teula àrab.Està molt modificada, s'ha restaurat i actualment la façana és de pedra picada.
La construcció destaca sobretot perquè la zona dreta no té planta baixa sinó que és un porxo que dona pas al carrer Sant Joan, connectant-lo amb la plaça de la Font. El parament és el mateix que a la resta de l'edifici i entre els arcs hi trobem embigat de fusta. La porta està a la part interior de l'arc i és lleugerament apuntat, amb els carreus regulars i ben escairats. A la dovella central de la porta de la banda esquerra, ara tapiada, hi ha una inscripció.

## Història
L'estructura de la casa es pensa que patí moltes modificacions. Tenim algunes evidències com ara el finestral lateral del primer pis, s'hi ha afegit possiblement el pis de sobre l'arcada, ja que el finestral està tallat per la meitat. A principis dels anys noranta del segle XX la façana es trobava parcialment arrebossada, i a finals de la dècada es picà tota.
Es pensa que l'arcada podria haver estat una de les portes d'accés de la població però la seva datació resulta difícil. Pel que fa l'edifici, en origen fou el molí d'oli però actualment és un habitatge.